# Liga Națională de hochei 2009-2010
Sezonul 2009-10 a fost al șaizecilea sezon al Ligii Naționale de hochei. Liga constă într-o singură divizie cu 6 echipe. La sfârșitul sezonului, prima echipă devine campioană. Campioana sezonului anterior este SC Miercurea Ciuc.

## Echipele sezonului 2009-2010
| Club                         |
| ---------------------------- |
| CSA Steaua Rangers           |
| Sport Club Miercurea Ciuc    |
| Progym Gheorgheni            |
| Fenestela Brașov             |
| Dunărea Galați               |
| Sportul Studențesc București |

## Patinoare
| Echipă                                              | Patinoarul                     | Oraș           | Capacitate |
| --------------------------------------------------- | ------------------------------ | -------------- | ---------- |
| CSM Steaua Rangers, CS Sportul Studențesc București | Mihai Flamaropol               | București      | 8.000      |
| SC Miercurea Ciuc                                   | Vákár Lajos                    | Miercurea Ciuc | 2.000      |
| SCM Fenestela Brașov,                               | Brașov                         | Brașov         | 1.700      |
| CS Progym Gheorgheni                                | Gyergyószentmiklósi Műjégpálya | Gheorgheni     | 1.000      |
| CSM Dunărea Galați                                  | Galați                         | Galați         | 1.000      |